# Michael Rosswess
Michael Rosswess, né le 11 juin 1965 à Dudley, est un ancien athlète britannique, pratiquant le sprint court.

## Palmarès

### Jeux olympiques
- Jeux olympiques de 1988 à Séoul ( Corée du Sud)
  - 7e sur 200 m

### Championnats du monde d'athlétisme en salle
- Championnats du monde d'athlétisme en salle de 1989 à Budapest ( Hongrie)
  - 5e sur 60 m

### Championnats d'Europe d'athlétisme en salle
- Championnats d'Europe d'athlétisme en salle de 1989 à La Haye ( Pays-Bas)
  -  Médaille de bronze sur 60 m
- Championnats d'Europe d'athlétisme en salle de 1992 à Gênes ( Italie)
  -  Médaille de bronze sur 60 m
- Championnats d'Europe d'athlétisme en salle de 1994 à Paris ( France)
  -  Médaille de bronze sur 60 m